# Vața de Jos, Hunedoara
Vața de Jos este satul de reședință al comunei cu același nume din județul Hunedoara, Transilvania, România.